# Gellért Sándor
Gellért Sándor (Debrecen, 1916. december 11. – Szatmárnémeti, 1988. január 26.) magyar költő, műfordító.

## Élete

### Tanulmányai
Dabolcon járt elemibe, középiskolát a Szatmárnémeti Református Gimnáziumban végzett (1927); Debrecenben 1942-ben megkezdett egyetemi tanulmányait a háború miatt kénytelen volt abbahagyni. 1951-ben szerzett magyar szakos tanári képesítést a Bolyai Tudományegyetemen.

### Munkássága
Életútja társadalmi mélypontról indult: édesanyja – Bözödújfaluból származó szegény sorsú leány – nem tudja felnevelni, s egy falusi tanító, Gellért Gyula családja veszi gondjaiba. Az akkori paraszti „őstehetségek” útját járta: napszámos sorsból küzdötte fel magát a költői működését lehetővé tevő életforma kialakításáig. 1945-től a szatmári polgári iskolában tanított, 1948-tól nyugdíjazásáig (1977) Mikolában magyar szakos tanár.
Költői indulása egybeesik a népi írók mozgalmának utolsó hullámával. Verseit 1940-től a Magyar Út című budapesti irodalmi hetilap közli; a debreceni Ady Társaság vonzáskörében Gulyás Pál és Karácsony Sándor figyel fel tehetségére és fogadja barátságába. Első verseskönyvét (A bál udvarában) „az Ady-versek poéta-adminisztrátora”, Földessy Gyula rendezi sajtó alá 1942-ben a budapesti Exodusnál, ezt követi ugyanott a Halálra táncoltatott lányok 1944-ben. Közben egyszerű katonaként kikerül a II. világháború keleti arcvonalára, szenvedő részese a doni sereg pusztulásának. A szörnyű élmények hatására fejlődik kurucos daca pozitív tartalmú háborúellenességgé, amely közvetlenül Attila sírja  c. – a cenzúra által akkoriban nem engedélyezett – verseskötetében, nagyobb távon A magyarok háborúja c. 24 énekből álló eposzában jut kifejezésre.
Az 1944 utáni évtizedben, amelyben erői legnagyobb részét eposzának befejezése foglalja el, egy ősi pogány (részben kun hagyományt idéző) mitológia, zselléröntudat és népi dac él tovább költészetében, s a jelszóversek divatja idején teljesen elszigetelődik. Egyes verseit az Utunk és az Igaz Szó közli (ez utóbbiban jelenik meg többek közt Vasile Alecsandri versének a magyar népköltészetből ihletődő, művészi megformálásában is egységes újraköltése Marióra címen), kötetei azonban (Bodor Péter kútja; Angyal Bandi nyomán) új versanyagukban már engedményt tesznek a didakticista leegyszerűsítésnek.
Költészetének további sorsa is búvópataksors: miközben olykor-olykor az irodalmi lapokban is jelentkezik, fiókjában egyre szaporodnak a versek, sőt verseskötetek (A magyar Kalevala énekei; Levelek Gyulu fiamhoz; Az aranyos búzaszemek), majd prózai írásai. Megírta Mikola történetét, Karácsony Sándor szekerében címen feldolgozta debreceni élményeit. Az én kertem pónyikalmái című emlékiratában pedig tanárkodásának tapasztalatait foglalta össze. Útijegyzeteket készít Lengyelországban, a Szovjetunióban, Finnországban tett utazásairól, ezekből egyes részletek megjelennek az Utunkban, az egész azonban újabb kiadatlan kötetté áll össze Veinemöinen fakóján címmel. A magyar irodalomról és művelődésről írott, egyéni hangvételű és szemléletű esszéit Levelek Anna Maija Raitillához címmel ugyancsak kötetbe foglalja. 
Gyermekkora óta szenvedélyesen izgatják a magyar nyelv titkai, ezekről vall A csudálatos magyar nyelv c. munkájában. Költői útját Országút és gyalogösvény cím alatt Kereskényi Sándor világította meg alapvető tanulmányában az 1983-ban végre megjelent versgyűjtemény (A magány szikláján) élén, bemutatva a végre nyilvánossághoz jutó „sorsének”, A magyarok háborúja esztétikai és etikai értékeit egy bűnös háborús politika leleplezésével kapcsolatban.

## Művei
Romániában megjelent kötetei:
- Bodor Péter kútja (versek, 1955)
- Angyal Bandi nyomán (versválogatás, 1957)
- Csillagok Suomi egén (finn költők magyarul, 1972)
- A magány szikláján (válogatott versek Kereskényi Sándor bevezető tanulmányával, 1983)
- A magyarok háborúja; szerk. Biró Sándor; magánkiadás, Vaja, 1992
- Karácsony Sándor szekerében; bev., jegyz. Jánosi Sándor, szöveggond. Kövendi Dénes; Magtárstúdió, Vigántpetend, 1995
- A magyar Kalevala énekei; szerk. Fábián Imre; Literator, Nagyvárad, 1999
- A magyarok háborúja. Vershagyaték; szerk. Fábián Imre; Literator, Nagyvárad, 2000
- Kóborló hadjáratok; Szent-Györgyi Albert Társaság, Szatmárnémeti, 2001 (Otthonom Szatmár megye)
- Vejnemöjnen fakóján. Finnországi útinapló; szerk. Lovas János; s.n., Szatmárnémeti, 2003
- Kölcsey; Polis, Kolozsvár, 2004 (Kettős tükörben)